# Белая (Курская область)
Белая — слобода в Курской области России, административный центр Беловского района и Беловского сельсовета.
Расположена в 80 км к юго-западу от Курска, на реке Илек, притоке Псла.
Из-за вторжения ВСУ на территорию Курской области (Бои в Курской области), большая часть населения покинула населенный пункт.

## История
Описывается в ЭСБЕ под названием как слоб. Курской губ., Суджанского у., в 32 в. от у. г., на р. Илеке; 5000 жит., 2 црк., школа, богадельня, много лавок, почта.

## Население
| 1939 | 1959  | 1970  | 1979  | 1989  | 2002  | 2010  |
| ---- | ----- | ----- | ----- | ----- | ----- | ----- |
| 4264 | ↘3146 | ↗3247 | ↘3015 | ↗3278 | ↘2875 | ↘2598 |

## Инфраструктура
Достопримечательности
- Церковь Святой Троицы, 1839 года постройки
- Церковь Святителя Николая Чудотворца, 1842 года постройки (Сейчас на месте церкви — дом культуры)

Социальная сфера
- Историко-этнографический музей — филиал Курского областного краеведческого музея (открыт 12 марта 1976 года)[9]

## Транспорт
В 12 км к западу от слободы, в селе Гирьи, на линии «Льгов — Готня» расположена железнодорожная станция Псёл.

## Известные люди
В Белой родились:
- Бандалетов, Сергей Михайлович (1918—1985) — геолог.
- Булгаков, Михаил Аркадьевич (1894 — после 1945) — майор Рабоче-крестьянской Красной Армии, участник Первой Мировой, Гражданской и Великой Отечественной войн.
- Глуховцов, Пётр Иванович (1930—2009) — Герой Социалистического Труда.
- Минченко, Виктор Иванович (род. 1946) — известный фотохудожник.